# 1932 au Canada
Pour un article plus général, voir Chronologie du Canada.
Cet article traite des événements qui se sont produits durant l'année 1932 au Canada.

## Événements

### Politique
- 1er août : naissance du parti socialiste, le CCF (Co-operative Commonwealth Federation ; en français, la Fédération du commonwealth coopératif et plus tard le Parti social démocratique du Canada), à Régina. Il est influent surtout pendant la crise en particulier dans les provinces de l’Ouest, les plus touchées.

- 20 août : accords d’Ottawa. Instauration de la « préférence impériale » encourageant les échanges dans la zone sterling.

### Justice
- Albert Johnson surnommé Mad Trapper est abattu par la Gendarmerie royale du Canada dans les Territoires du Nord-Ouest.

### Sport

#### Cyclisme
- Six Jours de Vancouver

#### Jeux olympiques
- Canada aux Jeux olympiques d'hiver de 1932
- Canada aux Jeux olympiques d'été de 1932

#### Patinage artistique
- Championnats du monde de patinage artistique à Montréal.

### Économie
- Complétion de la Piste Cabot en Nouvelle-Écosse.
- Signature des Accords d'Ottawa instaurant la préférence impériale au sein du Commonwealth

### Science
- Joseph-Alphonse Ouimet met au point le premier téléviseur au Canada.

### Culture
- Inauguration du Chalet du Mont-Royal avec ses toiles d'artistes peintre à Montréal.
- Recueil Quand j'parl' tout seul d'Émile Coderre.

### Religion
- 5 juillet : décès de Gérard Raymond qui laissera un journal intime qui sera publié au grand public[1].

## Naissances
- 24 février : John Vernon, acteur.
- 2 mars : Jack Austin, homme politique et sénateur.
- 28 mai : John Savage, premier ministre de la Nouvelle-Écosse.
- 10 juin : Hal Jackman, lieutenant-gouverneur de l'Ontario.
- 24 juin : Mel Hurtig, auteur et homme politique.
- David McTaggart, environnementaliste.
- 13 juillet : Hubert Reeves, astrophysicien.
- 15 juillet : Ed Litzenberger, joueur de hockey sur glace.
- 16 juillet : Hédi Bouraoui, poète, nouvelliste et universitaire.
- 11 août : Israel Asper, magnat des médias et fondateur de CWGC.
- 12 août : Leo Boivin, joueur de hockey sur glace.
- 18 août : Bill Bennett, premier ministre de la Colombie-Britannique.
- 28 août : Andy Bathgate, joueur de hockey sur glace.
- 25 septembre : Glenn Gould, pianiste et réalisateur  canadien († 4 octobre 1982).
- 18 octobre : Iona Campagnolo, lieutenante-gouverneure de la Colombie-Britannique.
- 24 octobre : Robert Mundell, économiste.
- 1er novembre: Al Arbour, joueur de hockey sur glace.
- 6 décembre : Hank Bassen, joueur de hockey sur glace.

## Décès
- 6 mars : Joseph-Hormisdas Legris, homme politique québécois.
- 1er avril : Wellington Hay, chef du Parti libéral de l'Ontario.
- 6 mai : Roméo Beaudry, producteur et auteur.
- 7 août : Napoléon Antoine Belcourt, homme politique.